# حسینیه پنیرک
حسینیه پنیرک مربوط به دوره قاجار است و در یزد، خیابان قیام، مرز بین محله لب خندق و محله سرپلک، حسینیه پنیرک واقع شده و این اثر در تاریخ ۲۷ بهمن ۱۳۸۷ با شمارهٔ ثبت ۲۴۷۴۴ به‌عنوان یکی از آثار ملی ایران به ثبت رسیده است.